# Miðgarðr
Miðgarðr (talvolta anglicizzato Midgard, Midjungards in gotico e Middangeard in antico inglese, in italiano storico veniva chiamata Midgarda  e  Midegarda) è un antico nome nordico, usato nella mitologia norrena per indicare la terra degli uomini e dei troll che può essere tradotto letteralmente come recinto nel mezzo o anche terra di mezzo. 
Miðgarðr è situato in Mannheimr, uno dei nove regni, letteralmente regno degli uomini. Nel tempo, tuttavia, è divenuto comune chiamare il regno degli uomini Miðgarðr, invece di Mannheimr.

## Descrizione mitologica
Miðgarðr è sito in uno dei nove mondi tenuti uniti dall'albero Yggdrasill, creato dai tre dèi fratelli Víli, Vé e Odino, dai resti del gigante Ymir che essi stessi hanno ucciso. Miðgarðr fu creata dalla carne e dal sangue del gigante Ymir, le sue carni divennero le terre emerse e il suo sangue i mari; Miðgarðr è connessa con Ásgarðr attraverso il Bifrǫst, sorvegliato dal dio Heimdallr. Dipinto come posto da qualche parte nel mezzo di Yggdrasill, Miðgarðr è circondata da un mondo d'acqua, un oceano, che è impenetrabile. L'oceano è abitato da un gigantesco serpente marino Miðgarðsormr, così grande da circondare completamente il mondo, mordendosi la coda.
Originariamente, nella mitologia norrena, con Miðgarðr si intendeva ciò che è delimitato dal muro (o recinto) costruito dagli dèi con le ciglia di Ymir e che separa il regno Mannheimr dal regno Jǫtunheimr, situato a est. Con Mannheimr, invece, si intendeva il mondo in cui vivono gli uomini, al cui interno vi è proprio Miðgarðr. Mannheimr è inteso come un mondo intermedio tra il paradiso (Ásaheimr e conseguentemente Ásgarðr) e l'inferno (Hel).
Secondo la leggenda, Miðgarðr sarà distrutta durante il Ragnarǫk, la battaglia alla fine del mondo. Il Miðgarðsormr si alzerà dall'oceano, avvelenando la terra e il mare con il suo veleno e causando uno scontro tra le terre e il mare. La battaglia finale si terrà nella pianura di Vigrond, dopodiché Miðgarðr e quasi tutte le forme di vita in essa saranno distrutte, con la terra che affonderà nel mare, per poi riemergere nuovamente, fertile ricominciando il ciclo dell'esistenza con una nuova creazione.

## Etimologia e radici
Il nome italiano che meglio può rappresentare Miðgarðr è Terra di Mezzo, tradotto spesso letteralmente dalla forma inglese Middle Earth.
Il concetto di Miðgarðr compare diverse volte nel medio inglese come Middel-erde. Il nome fu reso comune nella forma Terra di Mezzo da J. R. R. Tolkien, autore della saga de Il Signore degli Anelli, nonché studioso di inglese antico. Egli si basò fortemente su questo termine e su altri concetti germanici nelle sue opere.

## Miðgarðr nella cultura moderna
Ne Il destino del regno, ultimo libro della saga La guerra degli elfi di Herbie Brennan, la parola Midgard è utilizzata per definire l'insieme delle dimensioni che comprendono il Mondo Analogo, ossia il nostro mondo, il Regno degli Elfi, dove si svolge la saga, e Infera, ossia l'Inferno. Nella storia appare Loki come Antico Dio e non come dio nordico, e suo figlio è l'enorme serpente Jormungand, chiamato anche Serpente di Midgard.
Nel fumetti  Marvel e nel Marvel Cinematic Universe Midgard è La Terra, luogo da cui provengono la maggior parte dei supereroi e dove si svolgono la maggior parte delle storie; chiamati dagli Asgardiani e dagli abitanti dei nove regni con il suo antico nome norreno.
Nel videogioco per PlayStation Final Fantasy VII, Midgar è il nome di una delle città principali, dove comincia la storia e dove ha sede la Shinra, multinazionale che sfrutta le energie del pianeta in modo sconsiderato.
Nel videogioco Tales of Phantasia, Midgards è una grande città che si oppone all'antagonista principale, Dhaos, usando la magitecnologia, un insieme di magia e tecnologia.
Nel videogioco God of War, la trama inizia su Midgard per spostarsi poi negli altri regni della cosmologia norrena. Inoltre sarà presente nel sequel God of War Ragnarök.
Midgard, inoltre, è un brano della band svedese gothic metal Therion.